# Brány

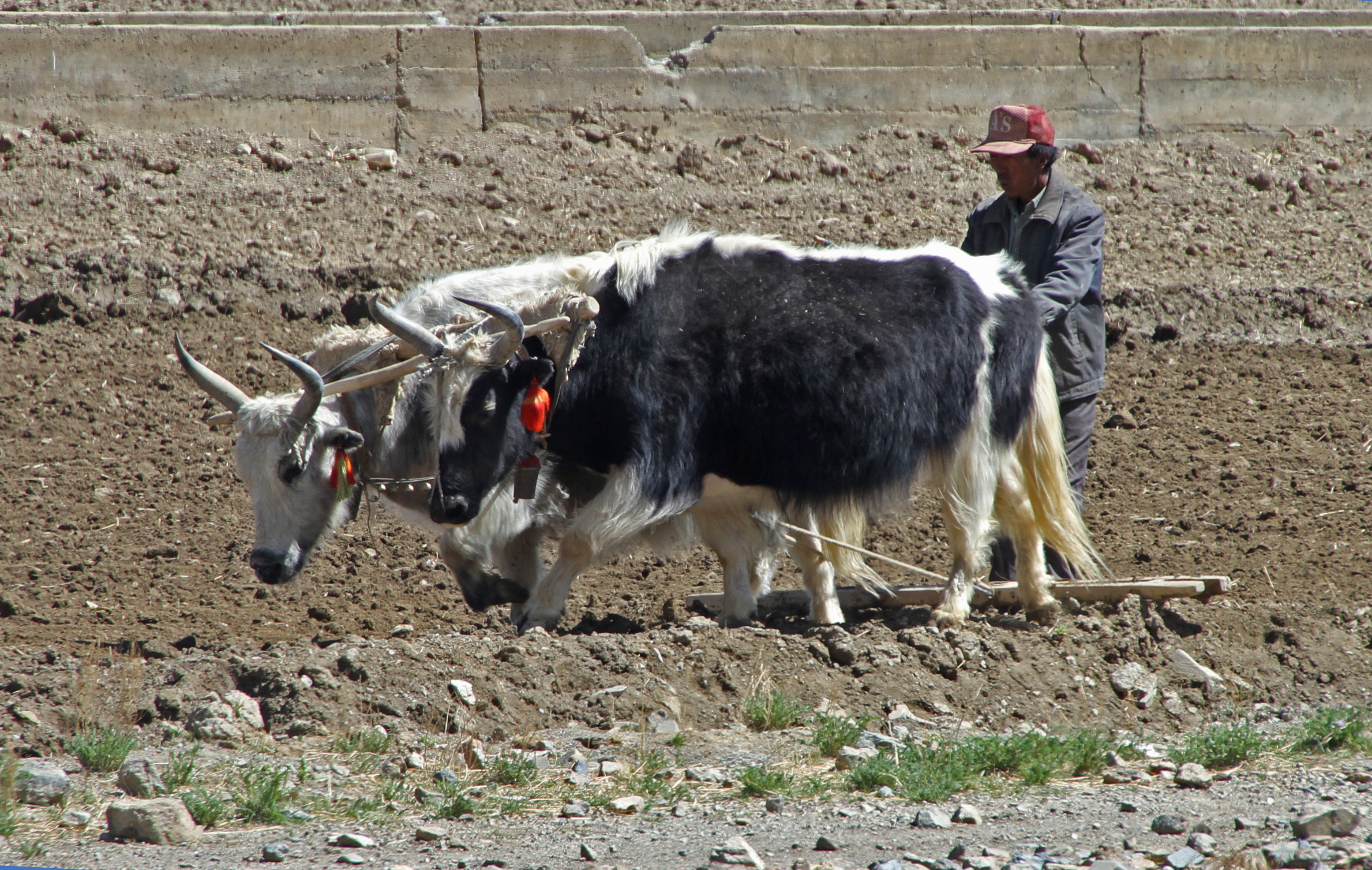
Jaci s bránami v Tibetu

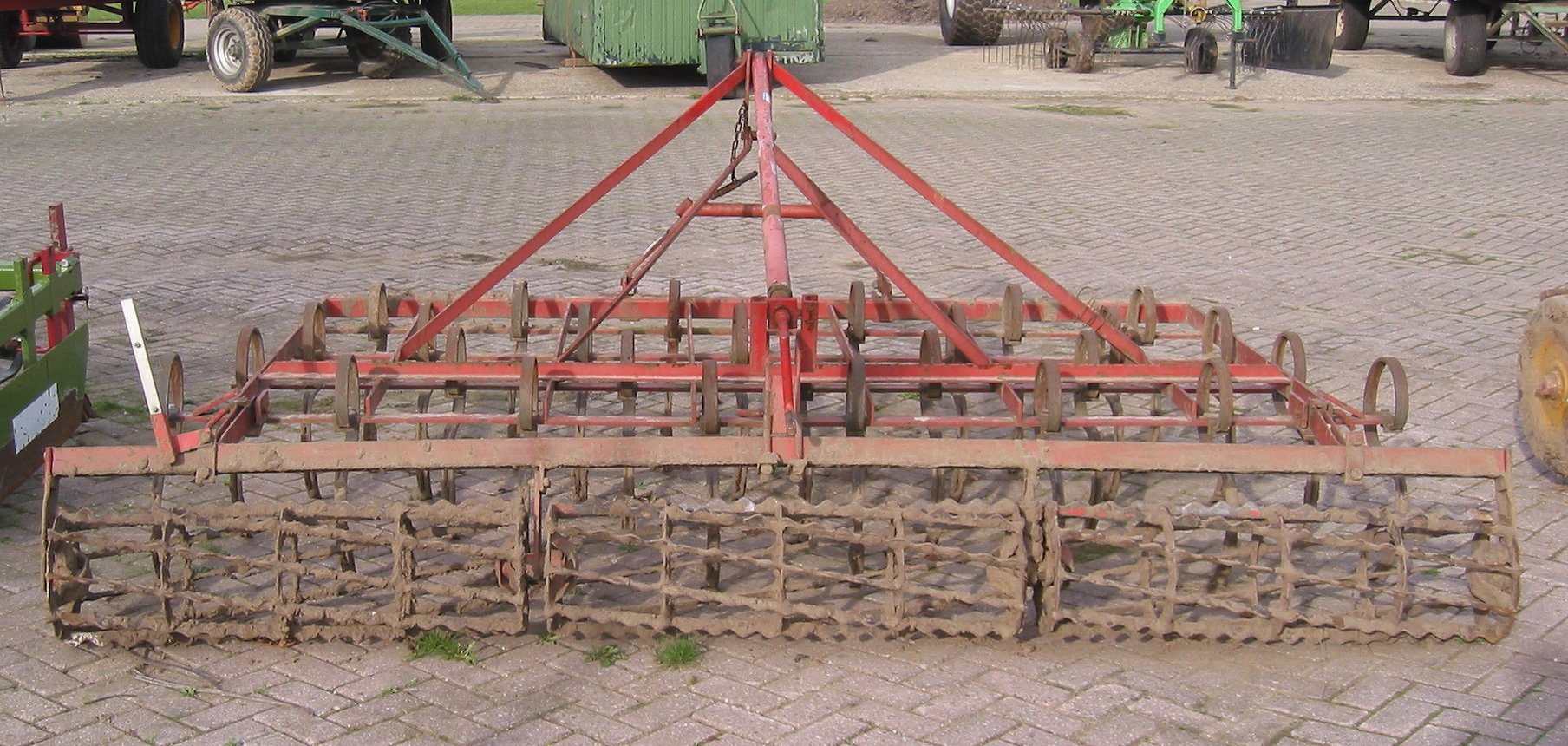
Brány

Brány jsou zemědělské náčiní, sloužící k tzv. vláčení, což je povrchová úprava pole po orbě nebo jarní ošetření luk a někdy též k zahrnování osiva. Skládají se obvykle z mřížové konstrukce, na níž jsou dolů umístěné hroty. Existují ale i jiné konstrukce.
Používají se tak, že jsou vlečeny traktorem nebo potahem po poli. Hřeby rozbíjejí větší hroudy a do malé hloubky rozrušují a zarovnávají povrch pole.
Brány patří k nejstarším zemědělským strojům.

## Rozdělení bran
- Pasivní brány – patří sem brány hřebové, síťové, radličné, prutové, luční
- Aktivní brány – aktivně zpracovávají půdu.

Pohon podle druhu bran (vývodový hřídel, tření o půdu). Patří sem brány talířové (diskové), hřebové-kývavé, vířivé